# Rosa steppofruticetorum
Rosa steppofruticetorum är en rosväxtart som beskrevs av Jiří Ponert. Rosa steppofruticetorum ingår i släktet rosor, och familjen rosväxter. Inga underarter finns listade i Catalogue of Life.